# Mecodina macrocera
Mecodina macrocera är en fjärilsart som beskrevs av Pieter Cornelius Tobias Snellen 1880. Mecodina macrocera ingår i släktet Mecodina och familjen nattflyn. Inga underarter finns listade i Catalogue of Life.